# Lenzerheide
Lenzerheide (romansz Lai) – szwajcarski ośrodek narciarski położony na wschodzie kraju, leży na wysokości od 1450 do 1600 m n.p.m. w kantonie Gryzonia, w paśmie Plessur-Alpen, w Alpach Retyckich. Administracyjnie należy do gminy Vaz/Obervaz, w regionie Albula.
Taką samą nazwę nosi pobliska przełęcz.

## Historia
Miejscowości Lenzerheide zaczęła się rozwijać turystycznie dopiero w pierwszej połowie XX wieku. W XV i XVI wieku miejscowość ta była zagłębiem wydobywczym. Do końca XIX wieku Lenzerheide słynęło głównie z rolnictwa i pięknych pastwisk zwanych Maiensäss. Nie jest dokładnie określone kiedy turystyka zaczęła się rozwijać. Prawdopodobnie została zapoczątkowana w 1890 roku przez rodzinę Ziegler, która to już prowadziła działalność turystyczną w pobliskim Heidsee. W 1879 roku, powstał pierwszy pensjonat a później Hotel Danis, było to związane z wybudowaniem stacji kolejowej. Założycielem ośrodka turystycznego w Lenzerheide został Joachim Cantieni, który 24 czerwca 1882 roku otworzył uzdrowisko. Później został oddany do użytku również hotel Fidel Rischatsch-Blasi. W 1886 roku został zbudowany Kościół katolicki. Uzdrowisko na początku funkcjonowało tylko w sezonie letnim, ponieważ zimą nie było ogrzewane. Dopiero w 1890 roku ośrodek został wyposażony w ogrzewanie. 
W styczniu 1903 roku oficjalnie został otworzony pierwszy stok narciarski w Lenzerheide. W latach 1911–1939, w związku z rozszerzeniem bazy hotelowej i budową wyciągów narciarskich, miejscowość została doceniona przez turystów zarówno w lecie, jak i w zimie.
Pierwszy wyciąg narciarski został wybudowany w 1936 roku i był oparty na obecnej kolejce linowo-terenowej kursowała z Val Sporz do Tgantieni. II wojna światowa przyniosła załamanie turystyki, ale od około 1950 roku popularność ośrodka zaczęła ponownie rosnąć.

## Gospodarka

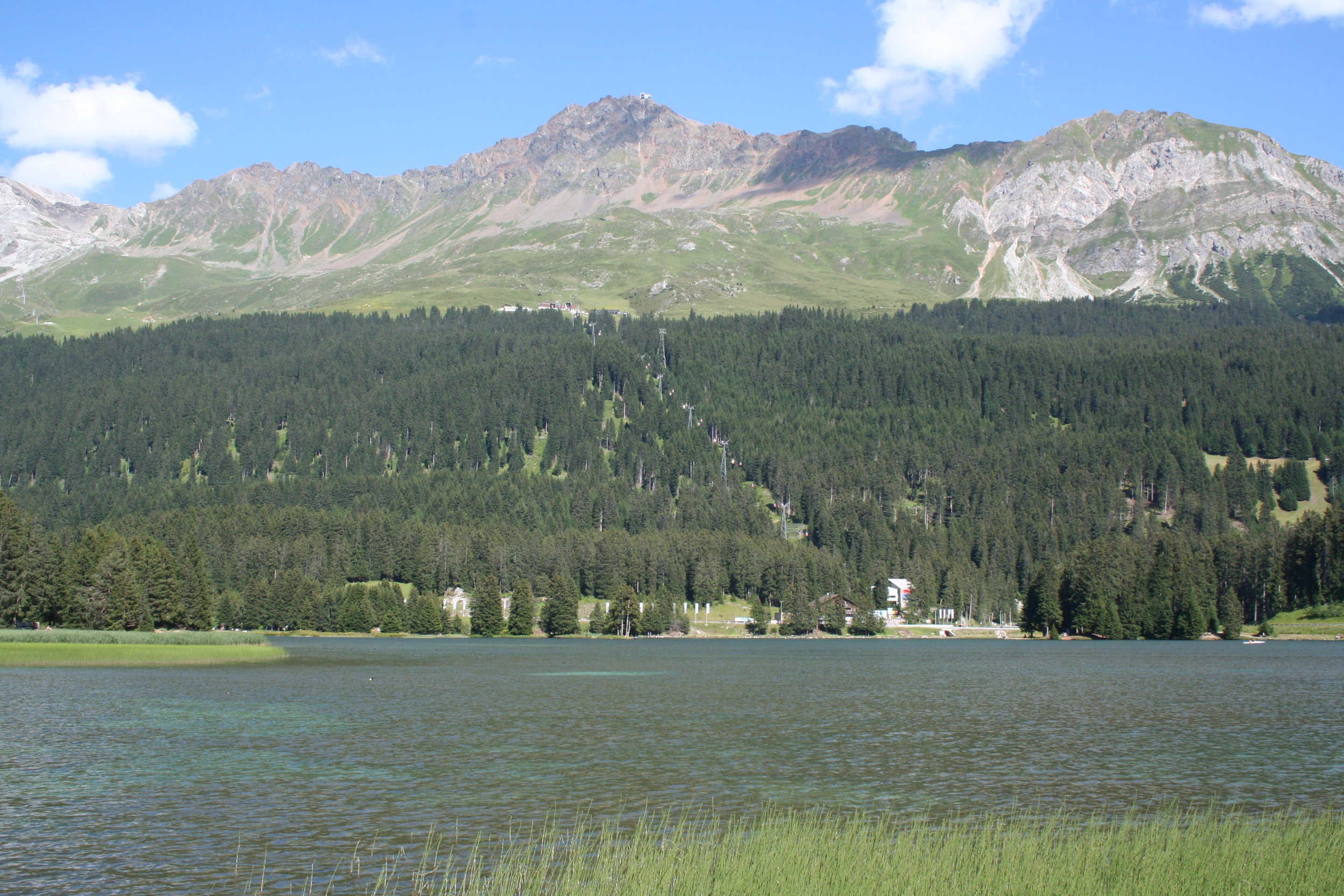
Jezioro Heidsee i szczyt Parpaner Rothorn

### Sezon letni
Głównym rodzajem działalności gospodarczej w Lenzerheide w sezonie letnim oraz zimowym jest turystyka. Miejscowość ponadto słynie z budownictwa i agroturystyki. Największą popularnością cieszy się pobliskie jezioro Heidsee, gdzie można uprawiać popływanie, windsurfing, kitesurfing oraz łowić ryby. Są także specjalnie wytyczone trasy rowerowe, którymi można dotrzeć na wysokość 2000 m n.p.m. Istnieje także Pole golfowe jedno z najpiękniejszych pól golfowych w Europie z 18-ma dołkami. 

### Sezon zimowy

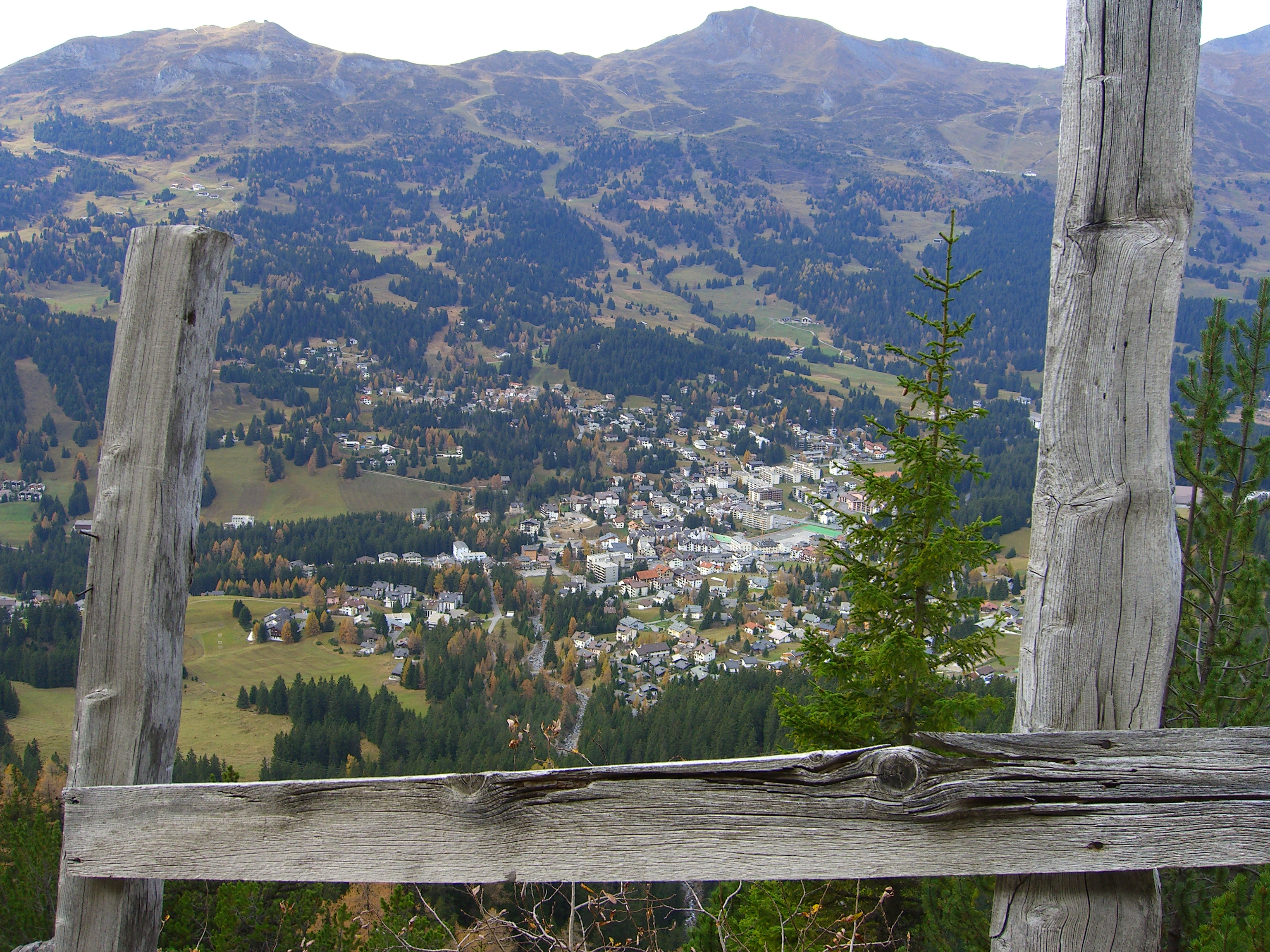
Lenzerheide i trasy narciarskie

Z Lenzerheide za pomocą dwóch kolejek linowych można dostać się na szczyty Parpaner Rothorn i Piz Scalottas, na których znajdują się stoki narciarskie. Znany z Mountain tour szczyt Parpaner Rothorn łączy dwa ośrodki narciarskie znajdujące się w Arosa są to: Urdenfürkli Urdensee i Hörnlihütte. Ośrodki te połączone są z kurortem w Lenzerheide i obsługiwane przez spółkę Lenzerheide Bergbahnen AG. Jest to jedna z największych firm w Europie, zajmująca się różnego typu wyciągami narciarskimi. Lenzerheide i Arosa oferują trzynaście różnego typu wyciągów narciarskich po obu stronach doliny, zdolne przewieść 8000 osób na godzinę.
Zimią ośrodek narciarski stanowi atrakcję dla snowboardzistów i narciarzy. Co roku do kurortu przyjeżdża wielu młodych snowboardzistów w ramach Insider tip. Istnieje także duże naturalne lodowisko na jeziorze Heidsee, pływalnia i ponad 30 km tras biegowych. Czasami odbywają się również zawody Pucharu Świata w narciarstwie alpejskim mężczyzn i kobiet. 20 marca 2011 roku zakończył się tam cykl Pucharu Świata w narciarstwie alpejskim sezonu 2010/2011. Łączna długość tras narciarskich w kurorcie wynosi 158 km. Na przełomie 2013 i 2014 roku odbyły się 2 etapy narciarskiego, prestiżowego cyklu Tour de Ski.
W 2025 odbędą się tu Mistrzostwa Świata w Biathlonie 2025.